# Średniówka
Średniówka – punkt podziału, który dzieli wers na dwa w przybliżeniu równe tzw. hemistychy, czyli części wersu wydzielone przez każdą cezurę. Zwykle występuje w wersach dłuższych niż ośmiosylabowe.
Miejsce średniówki w wersie zależne jest od granicy wyrazów i zestrojów akcentowych. Z reguły średniówka nie występuje w miejscach podziału zdaniowego, ponieważ byłoby to związane z silnym sygnałem intonacyjnym i tym samym spowodowałoby osłabienie klauzuli. Średniówka występuje w wierszach sylabicznych, sylabotonicznych i tonicznych. Dla poezji polskiej charakterystyczna jest średniówka po piątej sylabie w jedenastozgłoskowcu i po siódmej sylabie w trzynastozgłoskowcu.  
Odpowiednikiem średniówki w mei sonecie i wloczasowej jest cezura, czyli przerwa międzywyrazowa dzieląca wers na części i obowiązkowo przypadająca wewnątrz stopy rytmicznej (stąd nazwa, od łac. caesura „cięcie”). Cezura wypadająca na granicy stóp zwana jest dierezą.
W odniesieniu do wersyfikacji polskiej termin „cezura” oznacza każde przecięcie stopy rytmicznej przez granicę między wyrazami lub zestrojami akcentowymi; w tym wypadku nie jest to pojęcie równoznaczne ze średniówką.